# Olympische Sommerspiele 2000/Rudern
Bei den Olympischen Sommerspielen 2000 in Sydney fanden 14 Wettkämpfe im Rudern statt. Austragungsort war das International Regatta Centre am Penrith Lake.

## Bilanz

### Medaillenspiegel
| Platz | Land               | Gold | Silber | Bronze | Gesamt |
| ----- | ------------------ | ---- | ------ | ------ | ------ |
| 1     | Rumänien           | 3    | –      | –      | 3      |
| 2     | Deutschland        | 2    | 1      | 3      | 6      |
| 3     | Großbritannien     | 2    | 1      | –      | 3      |
| 4     | Frankreich         | 2    | –      | 1      | 3      |
| 5     | Italien            | 1    | 2      | 1      | 4      |
| 6     | Neuseeland         | 1    | –      | –      | 1      |
| 6     | Polen              | 1    | –      | –      | 1      |
| 6     | Slowenien          | 1    | –      | –      | 1      |
| 6     | Belarus            | 1    | –      | –      | 1      |
| 10    | Australien         | –    | 3      | 2      | 5      |
| 11    | Niederlande        | –    | 3      | –      | 3      |
| 12    | Vereinigte Staaten | –    | 1      | 2      | 3      |
| 13    | Bulgarien          | –    | 1      | –      | 1      |
| 13    | Norwegen           | –    | 1      | –      | 1      |
| 13    | Schweiz            | –    | 1      | –      | 1      |
| 16    | Dänemark           | –    | –      | 1      | 1      |
| 16    | Kanada             | –    | –      | 1      | 1      |
| 16    | Kroatien           | –    | –      | 1      | 1      |
| 16    | Litauen            | –    | –      | 1      | 1      |
| 16    | Russland           | –    | –      | 1      | 1      |

### Medaillengewinner
| Konkurrenz                            | Gold | Silber | Bronze |
| ------------------------------------- | --- | --- | --- |
| Einer                                 | Rob Waddell | Xeno Müller | Marcel Hacker |
| Doppelzweier                          | Slowenien Luka Špik Iztok Čop | Norwegen Olaf Tufte Fredrik Bekken | Italien Giovanni Calabrese Nicola Sartori |
| Leichtgewichts-Doppelzweier           | Polen Tomasz Kucharski Robert Sycz | Italien Elia Luini Leonardo Pettinari                                                                                                   | Frankreich Pascal Touron Thibaud Chapelle |
| Zweier ohne Steuermann                | Frankreich Michel Andrieux Jean-Christophe Rolland                                                                                          | Vereinigte Staaten Ted Murphy Sebastian Bea                                                                                             | Australien Matthew Long James Tomkins |
| Doppelvierer                          | Italien Agostino Abbagnale Alessio Sartori Rossano Galtarossa Simone Raineri                                                                | Niederlande Jochem Verberne Dirk Lippits Diederik Simon Michiel Bartman                                                                 | Deutschland Marco Geisler Andreas Hajek Stephan Volkert André Willms                                                                                     |
| Vierer ohne Steuermann                | Großbritannien James Cracknell Steven Redgrave Tim Foster Matthew Pinsent                                                                   | Italien Valter Molea Riccardo Dei Rossi Lorenzo Carboncini Carlo Mornati                                                                | Australien James Stewart Ben Dodwell Geoffrey Stewart Boden Hanson                                                                                       |
| Leichtgewichts-Vierer ohne Steuermann | Frankreich Laurent Porchier Jean-Christophe Bette Yves Hocdé Xavier Dorfman                                                                 | Australien Simon Burgess Anthony Edwards Darren Balmforth Robert Richards                                                               | Dänemark Søren Madsen Thomas Ebert Eskild Ebbesen Victor Feddersen                                                                                       |
| Achter                                | Großbritannien Andrew Lindsay Ben Hunt-Davis Simon Dennis Louis Attrill Luka Grubor Kieran West Fred Scarlett Steve Trapmore Rowley Douglas | Australien Christian Ryan Alastair Gordon Nick Porzig Robert Jahrling Mike McKay Stuart Welch Daniel Burke Jaime Fernandez Brett Hayman | Kroatien Igor Francetić Tihomir Franković Tomislav Smoljanović Nikša Skelin Siniša Skelin Krešimir Čuljak Igor Boraska Branimir Vujević Silvijo Petriško |

| Konkurrenz                  | Gold | Silber | Bronze |
| --------------------------- | --- | --- | --- |
| Einer                       | Kazjaryna Karsten | Rumjana Nejkowa | Katrin Rutschow-Stomporowski |
| Doppelzweier                | Deutschland Jana Thieme Kathrin Boron | Niederlande Pieta van Dishoeck Eeke van Nes | Litauen Birutė Šakickienė Kristina Poplavskaja                                                                                                  |
| Leichtgewichts-Doppelzweier | Rumänien Constanța Burcică Angela Alupei | Deutschland Valerie Viehoff Claudia Blasberg | Vereinigte Staaten Christine Collins Sarah Garner                                                                                               |
| Zweier ohne Steuerfrau      | Rumänien Georgeta Damian Doina Ignat | Australien Rachael Taylor Kate Slatter | Vereinigte Staaten Karen Kraft Melissa Ryan |
| Doppelvierer                | Deutschland Manja Kowalski Meike Evers Manuela Lutze Kerstin Kowalski                                                                              | Großbritannien Guin Batten Gillian Lindsay Katherine Grainger Miriam Batten                                                                              | Russland Oxana Dorodnowa Irina Fedotowa Julija Lewina Larissa Merk                                                                              |
| Achter                      | Rumänien Georgeta Damian Viorica Susanu Ioana Olteanu Veronica Cochela Elisabeta Lipă Maria Dumitrache Liliana Gafencu Doina Ignat Elena Georgescu | Niederlande Anneke Venema Carin ter Beek Nelleke Penninx Pieta van Dishoeck Eeke van Nes Tessa Appeldoorn Marieke Westerhof Elien Meijer Martijntje Quik | Kanada Heather McDermid Heather Davis Dorota Urbaniak Theresa Luke Emma Robinson Alison Korn Laryssa Biesenthal Buffy Alexander Lesley Thompson |

## Ergebnisse

### Männer

#### Einer
| Platz | Land | Sportler         | Zeit (min)            |
| ----- | ---- | ---------------- | --------------------- |
| 1     | NZL  | Rob Waddell      | 6:48,90               |
| 2     | SUI  | Xeno Müller      | 6:50,55               |
| 3     | GER  | Marcel Hacker    | 6:50,83               |
| 4     | CAN  | Derek Porter     | 6:51,10               |
| 5     | BUL  | Iwo Janakiew     | 6:57,32               |
| 6     | EST  | Jüri Jaanson     | 6:59,15               |
| 7     | NED  | Gerard Egelmeers | 6:55,29 (im B-Finale) |
| 8     | USA  | Donald Smith     | 6:59,82 (im B-Finale) |

#### Doppelzweier
| Platz | Land | Sportler                          | Zeit (min)            |
| ----- | ---- | --------------------------------- | --------------------- |
| 1     | SLO  | Luka Špik Iztok Čop               | 6:16,63               |
| 2     | NOR  | Olaf Tufte Fredrik Bekken         | 6;17,98               |
| 3     | ITA  | Giovanni Calabrese Nicola Sartori | 6:20,49               |
| 4     | GER  | Sebastian Mayer Stefan Roehnert   | 6:23,58               |
| 5     | HUN  | Tibor Pető Ákos Haller            | 6:27,04               |
| 6     | POL  | Adam Korol Marek Kolbowicz        | 6:32,11               |
| 7     | FRA  | Frédéric Kowal Adrien Hardy       | 6:20,72 (im B-Finale) |
| 8     | USA  | Henry Nuzum Mike Ferry            | 6:21,71 (im B-Finale) |

#### Leichtgewichts-Doppelzweier
| Platz | Land | Sportler                                | Zeit (min)            |
| ----- | ---- | --------------------------------------- | --------------------- |
| 1     | POL  | Tomasz Kucharski Robert Sycz            | 6:21,75               |
| 2     | ITA  | Elia Luini Leonardo Pettinari           | 6:23,47               |
| 3     | FRA  | Pascal Touron Thibaud Chapelle          | 6:24,85               |
| 4     | GER  | Ingo Euler Bernhard Rühling             | 6:26,54               |
| 5     | SUI  | Markus Gier Michael Gier                | 6:28,52               |
| 6     | JPN  | Hitoshi Hase Daisaku Takeda             | 6:29,74               |
| 7     | AUS  | Haimish Karrasch Bruce Hick             | 6:26,21 (im B-Finale) |
| 8     | GRE  | Vasileios Polymeros Panagiotis Miliotis | 6:27,79 (im B-Finale) |

#### Zweier ohne Steuermann
| Platz | Land | Sportler                                | Zeit (min)            |
| ----- | ---- | --------------------------------------- | --------------------- |
| 1     | FRA  | Michel Andrieux Jean-Christophe Rolland | 6:32,97               |
| 2     | USA  | Ted Murphy Sebastian Bea                | 6:33,80               |
| 3     | AUS  | Matthew Long James Tomkins              | 6:34,26               |
| 4     | GBR  | Ed Coode Greg Searle                    | 6:34,38               |
| 5     | YUG  | Đorđe Višacki Nikola Stojić             | 6:38,70               |
| 6     | RSA  | Ramon di Clemente Donovan Cech          | 6:43,10               |
| 7     | CAN  | Phil Graham Henry Hering                | 6:33,60 (im B-Finale) |
| 8     | CRO  | Oliver Martinov Ninoslav Saraga         | 6:35,18 (im B-Finale) |

#### Doppelvierer
| Platz | Land | Sportler                                                                  | Zeit (min)            |
| ----- | ---- | ------------------------------------------------------------------------- | --------------------- |
| 1     | ITA  | Agostino Abbagnale Alessio Sartori Rossano Galtarossa Simone Raineri      | 5:45,46               |
| 2     | NED  | Jochem Verberne Dirk Lippits Diederik Simon Michiel Bartman               | 5:47,91               |
| 3     | GER  | Marco Geisler Andreas Hajek Stephan Volkert André Willms                  | 5:48,64               |
| 4     | AUS  | Peter Hardcastle Jason Day Stuart Reside Duncan Free                      | 5:50,32               |
| 5     | SUI  | Simon Stürm Christian Stofer Michael Erdlen André Vonarburg               | 5:54,88               |
| 6     | UKR  | Oleh Lykow Oleksandr Martschenko Leonid Schaposchnykow Oleksandr Saskalko | 5:55,12               |
| 7     | USA  | Sean Hall Ian McGowan Nick Peterson Jake Wetzel                           | 5:49,76 (im B-Finale) |
| 8     | POL  | Karol Łazar Sławomir Kruszkowski Adam Bronikowski Michał Wojciechowski    | 5:51,79 (im B-Finale) |

#### Vierer ohne Steuermann
| Platz | Land | Sportler                                                         | Zeit (min)            |
| ----- | ---- | ---------------------------------------------------------------- | --------------------- |
| 1     | GBR  | James Cracknell Steven Redgrave Tim Foster Matthew Pinsent       | 5:56,24               |
| 2     | ITA  | Valter Molea Riccardo Dei Rossi Lorenzo Carboncini Carlo Mornati | 5:56,62               |
| 3     | AUS  | James Stewart Ben Dodwell Geoffrey Stewart Boden Hanson          | 5:57,61               |
| 4     | SLO  | Janez Klemenčič Milan Janša Rok Kolander Matej Prelog            | 5:58,34               |
| 5     | USA  | Michael Wherley Eric Mueller James Koven Wolfgang Moser          | 6:02,34               |
| 6     | NZL  | Dave Schaper Scott Brownlee Toni Dunlop Rob Hellstrom            | 6:09,13               |
| 7     | FRA  | Daniel Fauché Antoine Béghin Laurent Béghin Gilles Bosquet       | 6:01,29 (im B-Finale) |
| 8     | YUG  | Filip Filipić Ivan Smiljanić Boban Ranković Mladen Stegić        | 6:01,54 (im B-Finale) |

#### Leichtgewichts-Vierer ohne Steuermann
| Platz | Land | Sportler                                                          | Zeit (min)            |
| ----- | ---- | ----------------------------------------------------------------- | --------------------- |
| 1     | FRA  | Laurent Porchier Jean-Christophe Bette Yves Hocdé Xavier Dorfman  | 6:01,68               |
| 2     | AUS  | Simon Burgess Anthony Edwards Darren Balmforth Robert Richards    | 6:02,09               |
| 3     | DEN  | Søren Madsen Thomas Ebert Eskild Ebbesen Victor Feddersen         | 6:03,51               |
| 4     | ITA  | Salvatore Amitrano Franco Sancassani Catello Amarante Carlo Gaddi | 6:03,77               |
| 5     | RSA  | Mark Raeside Rowand Ross Hawkins Roger Tobler Mike Hasselbach     | 6:07,67               |
| 6     | USA  | Marc Schneider Greg Ruckman Paul Teti Tom Auth                    | 6:10,09               |
| 7     | CAN  | Iain Brambell Chris Davidson Gavin Hassett Jon Beare              | 6:04,31 (im B-Finale) |
| 8     | NED  | Joris Trooster Jeroen Spaans Simon Kolkman Robert van der Vooren  | 6:05,96 (im B-Finale) |

#### Achter
| Platz | Land | Sportler | Zeit (min)            |
| ----- | ---- | --- | --------------------- |
| 1     | GBR  | Andrew Lindsay, Ben Hunt-Davis, Simon Dennis, Louis Attrill, Luka Grubor, Kieran West, Fred Scarlett, Steve Trapmore, Rowley Douglas (Stm.)                    | 5:33,08               |
| 2     | AUS  | Christian Ryan, Alastair Gordon, Nick Porzig, Robert Jahrling, Mike McKay, Stuart Welch, Daniel Burke, Jaime Fernandez, Brett Hayman (Stm.)                    | 5:33,88               |
| 3     | CRO  | Igor Francetić, Tihomir Franković, Tomislav Smoljanović, Nikša Skelin, Siniša Skelin, Krešimir Čuljak, Igor Boraska, Branimir Vujević, Silvijo Petriško (Stm.) | 5:34,85               |
| 4     | ITA  | Franco Berra, Gioacchino Cascone, Alessandro Corona, Luca Ghezzi, Raffaello Leonardo, Mario Palmisano, Marco Penna, Valerio Pinton, Gaetano Iannuzzi (Stm.)    | 5:35,37               |
| 5     | USA  | Chris Ahrens, Porter Collins, Robert Kaehler, Jeffrey Klepacki, Garrett Miller, David Simon, Bryan Volpenhein, Thomas Welsh, Pete Cipollone (Stm.)             | 5:39,16               |
| 6     | ROU  | Dorin Alupei, Andrei Bănică, Vasile Măstăcan, Costel Mutescu, Cornel Nemțoc, Gheorghe Pîrvan, Viorel Talapan, Florian Tudor, Dumitru Răducanu (Stm.)           | 5:43,89               |
| 7     | CAN  | Michael Belenkie, David Calder, Morgan Crooks, Bryan Donnelly, Thomas Herschmiller, Adam Parfitt, Matt Swick, Lawrence Varga, Chris Taylor (Stm.)              | 5:36,30 (im B-Finale) |
| 8     | NED  | Geert Cirkel, Geert-Jan Derksen, Gerritjan Eggenkamp, Gijs Kind, Adri Middag, Peter van der Noort, Nico Rienks, Niels van der Zwan, Merijn van Oijen (Stm.)    | 5:36,63 (im B-Finale) |

### Frauen

#### Einer
| Platz | Land | Sportlerin                   | Zeit (min)            |
| ----- | ---- | ---------------------------- | --------------------- |
| 1     | BLR  | Kazjaryna Karsten            | 7:28,14               |
| 2     | BUL  | Rumjana Nejkowa              | 7:28,15               |
| 3     | GER  | Katrin Rutschow-Stomporowski | 7:28,99               |
| 4     | RUS  | Julija Alexandrowa           | 7:36,57               |
| 5     | AUS  | Gina Douglas                 | 7:37,88               |
| 6     | NZL  | Sonia Waddell                | 7:43,71               |
| 7     | CUB  | Mayra González               | 7:32,29 (im B-Finale) |
| 8     | POL  | Agnieszka Tomczak            | 7:33,20 (im B-Finale) |

#### Doppelzweier
| Platz | Land | Sportlerinnen                          | Zeit (min)            |
| ----- | ---- | -------------------------------------- | --------------------- |
| 1     | GER  | Jana Thieme Kathrin Boron              | 6:55,44               |
| 2     | NED  | Pieta van Dishoeck Eeke van Nes        | 7:00,36               |
| 3     | LTU  | Birutė Šakickienė Kristina Poplavskaja | 7:01,71               |
| 4     | USA  | Ruth Davidon Carol Skricki             | 7:02,61               |
| 5     | ROU  | Veronica Cochela Elisabeta Lipă        | 7:05,05               |
| 6     | AUS  | Marina Hatzakis Bronwyn Roye           | 7:05,35               |
| 7     | SUI  | Carolina Lüthi Bernadette Wicki        | 7:02,82 (im B-Finale) |
| 8     | FRA  | Gaëlle Buniet Céline Garcia            | 7:04,73 (im B-Finale) |

#### Leichtgewichts-Doppelzweier
| Platz | Land | Sportlerinnen                                | Zeit (min)            |
| ----- | ---- | -------------------------------------------- | --------------------- |
| 1     | ROU  | Constanța Burcică Angela Alupei              | 7:02,64               |
| 2     | GER  | Valerie Viehoff Claudia Blasberg             | 7:02,95               |
| 3     | USA  | Christine Collins Sarah Garner               | 7:06,37               |
| 4     | AUS  | Virginia Lee Sally Newmarch                  | 7:12,04               |
| 5     | SUI  | Kim Plugge Pia Vogel                         | 7:15,57               |
| 6     | NED  | Marit van Eupen Kirsten van der Kolk         | 7:17,89               |
| 7     | FRA  | Christelle Fernandez-Schulte Bénédicte Luzuy | 7:10,70 (im B-Finale) |
| 8     | POL  | Elżbieta Kuncewicz Ilona Mokronowska         | 7:12,76 (im B-Finale) |

#### Zweier ohne Steuerfrau
| Platz | Land | Sportlerinnen                         | Zeit (min)            |
| ----- | ---- | ------------------------------------- | --------------------- |
| 1     | ROU  | Georgeta Damian Doina Ignat           | 7:11,00               |
| 2     | AUS  | Rachael Taylor Kate Slatter           | 7:12,56               |
| 3     | USA  | Karen Kraft Melissa Ryan              | 7:13,00               |
| 4     | CAN  | Theresa Luke Emma Robinson            | 7:15,48               |
| 5     | RSA  | Helen Fleming Colleen Orsmond         | 7:16,84               |
| 6     | GER  | Claudia Barth Lenka Wech              | 7:20,08               |
| 7     | RUS  | Albina Ligatschowa Wera Potschitajewa | 7:17,87 (im B-Finale) |
| 8     | UKR  | Jewhenija Andrjejewa Nina Proskura    | 7:20,82 (im B-Finale) |

#### Doppelvierer
| Platz | Land | Sportlerinnen                                                             | Zeit (min)            |
| ----- | ---- | ------------------------------------------------------------------------- | --------------------- |
| 1     | GER  | Manja Kowalski Meike Evers Manuela Lutze Kerstin Kowalski                 | 6:19,62               |
| 2     | GBR  | Guin Batten Gillian Lindsay Katherine Grainger Miriam Batten              | 6:21,64               |
| 3     | RUS  | Oxana Dorodnowa Irina Fedotowa Julija Lewina Larissa Merk                 | 6:21,65               |
| 4     | UKR  | Switlana Masij Dina Miftachutdynowa Olena Ronschyna Tetjana Ustjuschanina | 6:25,71               |
| 5     | USA  | Jennifer Dore Hilary Gehman Laurel Korholz Kelly Salchow                  | 6:30,26               |
| 6     | DEN  | Bianca Carstensen Katrin Gleie Sarah Lauritzen Dorthe Pedersen            | 6:31,30               |
| 7     | AUS  | Monique Heinke Kerry Knowler Sally Robbins Julia Wilson                   | 6:37,22 (im B-Finale) |
| 8     | CHN  | Han Jing Liu Lijuan Liu Lin Sun Guangxia                                  | 6:39,51 (im B-Finale) |

#### Achter
| Platz | Land | Sportlerinnen | Zeit (min)                 |
| ----- | ---- | --- | -------------------------- |
| 1     | ROU  | Georgeta Damian, Viorica Susanu, Ioana Olteanu, Veronica Cochela, Elisabeta Lipă, Maria Dumitrache, Liliana Gafencu, Doina Ignat, Elena Georgescu (Stf.)                   | 6:06,44                    |
| 2     | NED  | Anneke Venema, Carin ter Beek, Nelleke Penninx, Pieta van Dishoeck, Eeke van Nes, Tessa Appeldoorn, Marieke Westerhof, Elien Meijer, Martijntje Quik (Stf.)                | 6:09,39                    |
| 3     | CAN  | Heather McDermid, Heather Davis, Dorota Urbaniak, Theresa Luke, Emma Robinson, Alison Korn, Laryssa Biesenthal, Buffy Alexander, Lesley Thompson (Stf.)                    | 6:11,58                    |
| 4     | BLR  | Iryna Basyleuskaja, Wolha Berasnjowa, Julija Bitschyk, Natallja Helach, Maryna Kuschmar, Wolha Trazeuskaja, Inessa Sacharewskaja, Marina Snak, Waljanzina Chochlawa (Stf.) | 6:13,57                    |
| 5     | AUS  | Victoria Roberts, Alison Davies, Jodi Winter, Bronwyn Thompson, Rachael Kininmonth, Kristina Larsen, Emily Martin, Jane Robinson, Katie Foulkes (Stf.)                     | 6:15,16                    |
| 6     | USA  | Torrey Folk, Amy Fuller, Sarah Jones, Katie Maloney, Amy Martin, Elizabeth McCagg, Linda Miller, Lianne Nelson, Rajanya Shah (Stf.)                                        | 6:16,87                    |
| 7     | GBR  | Ali Sanders, Rowan Carroll, Elise Laverick, Francesca Zino, Alison Trickey, Alex Beever, Kate MacKenzie, Lisa Eyre, Charlotte Miller (Stf.)                                | 6:23,46 (im Hoffnungslauf) |